# Sasime
Sasime (ou Sasimes, aujourd'hui Sason en Turquie) est une ville de l'ancienne Mygdonie. Actuellement siège titulaire, elle a été érigée pendant quelques années comme siège épiscopal par Saint Basile de Césarée. Grégoire de Nazianze en fut le premier évêque.

## Liste des évêquescatholiquestitulaires de ce diocèse
| Début     | Fin | Nat.   | Nom               | Fonction exercée               |
| --------- | --- | ------ | ----------------- | ------------------------------ |
| 9/02/1992 |     | France | Mgr Louis Pelâtre | Vicaire apostolique d'Istanbul |